# Oponašanje oseb
Oponašanje oseb ali imitacija oseb je vrsta humoristične predstave, ki ima za namen pošaliti se iz neke osebnosti. Največkrat gre za javnosti dobro znano, medijsko osebnost, ki jo oponačevalec (imitator) predstavi kot komičen lik. Drug primer je, da si oponaševalec lik delno ali popolnoma izmisli. Oponašanje se dostikrat pojavlja kot predstava stand up komedije. Oponašanje je lahko zgolj glasovno ali tudi odrsko, to pomeni, da oponaševalec posnema tudi zunanjo (fizično) podobo lika.

## Glasovno oponašanje
Glasovno oponašanje temelji na govorici oziroma petju lika. Kot umetniška zvrst je deloma primerljivo z lutkovnim gledališčem, kjer pravtako pridejo do izraza igralčeve oponašalske sposobnost. Med glavne značilnosti spada pretiravanje s karakteristikami lika. Podobno, kakor se pri slikovni karikaturi poudarja tipične vidne »zaznamke«: če ima nekdo velik nos, ni karikaturistov cilj, da nariše enakega, ampak še večjega, ali če ima kdo podolgovato brado, mu umetnik nariše čim bolj popačeno, kakor bi hotel to prikazati kot slabost, ki pa je vendarle smešna. Pri glasovnem oponašanju gre za isti princip. Če ima kdo malo piskajoč glas, bo imel v oponašanem liku še bolj »nenavadnega«, a do te mere, da se ga bo še dalo prepoznati - asociirati z glasom realne osebe. Gre torej za neke vrste glasovno karikaturo. Ali nadalje, kdor phe med besedami, ali jeclja, ali pogosto uporablja neka fraze, se mu vse to pri njegovem dvojniku samo pomnoži.
Pogoj za dobro oponašanje je dobro poznavanje osebe, ki jo igralec karikira in pa seveda igralčev talent. Igralec mora v prvi vrsti znati nekoga dobro oponašati, potem pa se lahko posveti spoznavanju osebe. Poznati mora čim več njegovih govorov, dogodkov, kjer je bil udeležen, medijev, v katerih se je pojavljal, skratka, čim več stvari iz njegovega javnega življenja. Za dobro predstavo pa je potrebno, da tudi publika pozna osebo, sicer ne bo prepoznala značilnosti in se ji tako oponašanje ne bo zdelo zanimivo, četudi je dobro pripravljeno.

## Odrsko oponašanje
Pri odrskem oponašanju se glasovni doda še zunanja podoba lika. Spet torej, če je na primer oseba dostikrat oblečena neurejeno, se to upošteva, če ima značilne brke, očala ali že sam pogled, oziroma posebno obrazno mimiko med govorjenjem, kretnje z rokami, zibanje, prestopanje, drža telesa, hoja, se vse to vtisne v lik. V tem pogledu bi lahko odrsko oponašanje obravnavali kot eno izmed podzvrsti gledališča, skupaj z že omenjeno stand up komedijo in tako imenovano impro ligo.

## Oponašanje na Slovenskem
V Sloveniji se je oponašanje razmahnilo in uveljavilo pred slabimi 20-imi leti, ko so na Radiu Slovenija začeli z ustvarjanjem oddaje Radio ga ga. V njej je že od začetka sodeloval še danes popularni imitator Sašo Hribar. On je kasneje okoli sebe zbral še nekaj talentiranih oponaševalcev, ki še danes ustvarjajo že omenjeno oddajo: Jure Mastnak, Jasna Kuljaj, Marjan Šarec, Jure Godler, Tilen Artač, Klemen Slakonja, občasno pa tudi drugi. Ti člani Hribarjevega kroga se pojavljajo tudi v drugih oddajah, kot na primer Hri-bar in nastopajo na zasebnih prireditvah. Osebe, ki so jih oponašali ali jih še, so znani politiki, kot so Janez Janša, Janez Drnovšek, Sašo Peče, Matej Lahovnik, Matevž Krivic, Anton Rop, France Bučar,... pevci Helena Blagne, Damjan Murko, Werner, Vlado Kreslin, cerkveni dostojanstveniki Franc Rode in Franc Kramberger, novinarji in televizijski napovedovalci Aleksander Čolnik in Lado Ambrožič,  modna oblikovalca Erik Maj Potočnik in Matjaž Plošinjak, pa tudi izmišljene osebe, na primer oče in sin Ivan Serpentinšek in Miro Serpentinšek, dve ostareli gospe Milka in Greta, in še mnogi drugi.